# La Bastide-de-Bousignac
La Bastide-de-Bousignac è un comune francese di 346 abitanti situato nel dipartimento dell'Ariège nella regione dell'Occitania.

## Società

### Evoluzione demografica
Abitanti censiti